# Tamandua północna
Tamandua północna, mrówkojad meksykański (Tamandua mexicana) – gatunek ssaka z rodziny mrówkojadowatych (Myrmecophagidae). W niewoli żyje około 9,5 roku.

## Taksonomia
Gatunek po raz pierwszy zgodnie z zasadami nazewnictwa binominalnego opisał w 1860 roku szwajcarski entomolog i mineralog Henri de Saussure nadając mu nazwę Myrmecophaga tamandua mexicana. Miejsce typowe to „Tabasco”, Meksyk. Holotyp to czaszka osobnika o nieznanej płci (sygnatura MHNG 507.38) ze zbiorów Muséum d’histoire naturelle de Genève.
Oba gatunki z rodzaju Tamandua są w większości allopatryczne, ale mogą być sympatyczne na niektórych obszarach skrajnie północnej Ameryki Południowej.
Autorzy Illustrated Checklist of the Mammals of the World rozpoznają cztery podgatunki. Podstawowe dane taksonomiczne podgatunków (oprócz nominatywnego) przedstawia poniższa tabelka:
| Podgatunek         | Oryginalna nazwa                        | Autor i rok opisu | Miejsce typowe               | Holotyp |
| ------------------ | --------------------------------------- | ----------------- | ---------------------------- | --- |
| T. m. instabilis   | Tamandua tetradactyla instabilis        | J.A. Allen, 1904  | Bonda, Magdalena, Kolumbia.  | Skóra i czaszka dorosłej samicy (sygnatura AMNH 23420) ze zbiorów Amerykańskiego Muzeum Historii Naturalnej; okaz zebrany 7 kwietnia 1899 roku przez Herberta Smitha.      |
| T. m. opistholeuca | Tamandua bivittata Var. 3. Opistholeuca | J.E. Gray, 1873   | Kolumbia.                    | Skóra dorosłego osobnika (sygnatura BMNH 1850.7.8.39) ze zbiorów Muzeum Historii Naturalnej w Londynie; okaz ze kolekcji Charlesa Parzudakiego.                            |
| T. m. punensis     | Tamandua tetradactyla punensis          | J.A. Allen, 1916  | Wyspa Puná, Guayas, Ekwador. | Skóra i czaszka dorosłej samicy (sygnatura AMNH 36452) ze zbiorów Amerykańskiego Muzeum Historii Naturalnej; okaz zebrany 7 kwietnia 1913 roku przez Williama Richardsona, |

### Etymologia
- Tamandua: port. tamanduá „tamandua”, od tupi tacy „mrówka”; monduar „łapać”[22].
- mexicana: Meksyk[23].
- instabilis: łac. instabilis „niepewny, niestały”, od przedrostka in- „nie, przeciwieństwo”[24]; stabilis „mocny, stały”, od stare „stać”[25].
- opistholeuca: gr. οπισθε opisthe „za, tył”; λευκος leukos „biały”[26].
- punensis: wyspa Puná, Ekwador[27].

## Zasięg występowania
Tamandua północna występuje w zależności od podgatunku:
- T. mexicana mexicana – południowy Meksyk (od Colima i Michoacán od strony Oceanu Spokojnego i San Luis Potosí od strony Zatoki Meksykańskiej) i przez całą Amerykę Środkową na południe do Hondurasu.
- T. mexicana instabilis – północna Kolumbia (północna i wschodnia część na wschód Andów) i północno-zachodnia Wenezuela.
- T. mexicana opistholeuca – południowy Honduras do zachodniej Kolumbii i zachodniego Ekwadoru; zamieszkuje także na Barro Colorado (Panama).
- T. mexicana punensis – zachodni i południowo-zachodni Ekwador (w tym Puná) i północno-zachodnie Peru.

## Morfologia
Długość ciała (bez ogona) około 560 mm, długość ogona 400–675 mm, długość ucha 40–46 mm, długość tylnej stopy 80–110 mm; masa ciała 3–6 kg (brak widocznego dymorfizmu płciowego). Mają żółtawe futro z charakterystyczną czarną „kamizelką” na grzbiecie. Sierść jest krótka, szorstka i gęsta, a długie pazury służą do niszczenia mrowisk i termitier. Duże, sterczące uszy i niewielkie oczy.
Język mrówkojada meksykańskiego, tak jak innych mrówkojadów, jest długi i pokryty lepką śliną, która umożliwia podnoszenie termitów i mrówek. Szczęka nie zawiera zębów, a jej mięśnie oraz żuchwa są zredukowane.
Dzięki chwytnym łapom mogą one wspinać się na drzewa. Duży pazur na środkowym palcu dolnej kończyny i mocne mięśnie umożliwiają rozdarcie kory drzewa, aby zdobyć pożywienie.

## Ekologia

### Środowisko
Tamandua północna żyje zarówno w lasach tropikalnych, jak i w formacjach sawannowych (campos, llanos). Preferują miejsca w okolicach wody i drzew pokrytych mchem, gdyż tam łatwiej im znaleźć pożywienie.
Gdy nie są aktywne, tamanduy najczęściej rezydują w pustych pniach drzew lub norach innych zwierząt.
W Panamie często można zobaczyć mrówkojady meksykańskie przepływające między wyspami.

### Tryb życia i pożywienie
Jest samotnikiem, prowadzi zarówno dzienny, jak i nocny tryb życia. Wykazuje aktywność około 8 godzin na dobę, resztę czasu spędzając w pustych pniach drzew. Do jego największych naturalnych wrogów należą drapieżniki jaguar amerykański i harpia wielka.
Żywi się głównie mrówkami (z wyjątkiem produkujących chemiczne odstraszacze, jak mrówki wędrowne) i termitami mającymi swoje gniazda u podstaw drzew, w lub na których tamandua zamieszkuje.
Na Barro Colorado Island zostało przeprowadzone badanie, w którym stwierdzono, że tamandua zjada około 9000 mrówek dziennie, atakując przy tym 50–80 mrowisk.
Mrówkojady meksykańskie komunikują się między sobą przez syczące dźwięki lub silny odór wydzielany przez gruczoły znajdujące się w ich odbycie. Z powodu tego szczególnego sposobu komunikacji są czasem nazywane „leśnymi śmierdzielami”.

### Rozmnażanie
Rozmnaża się na jesieni, na wiosnę przychodzą na świat potomki. W miocie przeważnie rodzą się pojedyncze młode, ale zdarzały się przypadki bliźniąt. Ruja występuje u tych zwierząt parę razy w roku i trwa najczęściej 130–150 lub 160–190 dni.
Po urodzeniu młode zostają w towarzystwie matek, które bronią je, karmią i opiekują się nimi przez około rok. Po upływie tego czasu, odchodzą one i rozpoczynają własne cykle rozmnażania.
Zarówno samce jak i samice osiągają dojrzałość płciową w wieku 1 roku.

## Status zagrożenia
W Czerwonej księdze gatunków zagrożonych Międzynarodowej Unii Ochrony Przyrody i Jej Zasobów został zaliczony do kategorii LC (ang. least concern ‘najmniejszej troski’).